# Северный полюс-23
Северный полюс-23 (СП-23) — советская научно-исследовательская дрейфующая станция. Открыта 5 декабря 1975 года.
На станции побывало три смены:
- 1-я смена. Открыта 5 декабря 1975 года под руководством Будрецкого А. Б. в составе 12 человек. Смена дрейфовала 338 суток.
- 2-я смена. Смена принята 2 ноября 1976 года под руководством Пигузова В. М. в составе 17 человек. Смена дрейфовала в течение 365 суток.
- 3-я смена. Смена принята 2 ноября 1977 года под руководством Кизино Г. И. Состав экспедиции в течение третьей смены варьировался. Станция была закрыта 1 ноября 1978 года. Общая продолжительность работы третьей смены составила 365 суток.